# Baby Blues (film, 1988)
Pour les articles homonymes, voir Baby Blues.
Pour plus de détails, voir Fiche technique et Distribution.
Baby Blues est un  film français réalisé par Daniel Moosmann, sorti en 1988.

## Fiche technique
- Titre français : Baby Blues
- Réalisation : Daniel Moosmann
- Scénario : Daniel Goldenberg
- Photographie : Étienne Szabo
- Musique : Jean Musy
- Production : Raphael Behar, Eric Geiger, Larif Manouby et Yves Marin
- Pays d'origine :  France
- Format : Couleurs
- Genre : Comédie romantique
- Durée : 91 minutes
- Date de sortie : 1988

## Distribution
- Anaïs Jeanneret : Juliette Lamy
- Jean-Jacques Moreau : Michel Lambesque
- Catherine Leprince : Alexandrine
- Nadine Coll : Nicole
- Eva Darlan : Brigitte Uzes
- Jacques Pibarot : L'inspecteur